# Paavo Haavikko
Paavo Haavikko ( 25 de enero de 1931 en Helsinki, Finlandia - 6 de octubre de 2008 ) fue un escritor finlandés, dramaturgo, poeta y aforista, premio internacional Neustadt de literatura en 1984. En 1993 Icaria Editorial publica los primeros poemas de Paavo Haavikko traducidos al castellano en la antología "Poesía finlandesa actual".

## Obra seleccionada (poesía)
- Tiet etäisyyksiin (1951)
- Roomalaisia iltoja (1951; traducido al español como Tardes romanas)
- Tuuliöinä (1953)
- Ministerin Talvisota (1958; traducido al español como La Guerra de Invierno del ministro)
- Talvipalatsi (1959; traducido al español como Palacio de invierno)
- Yksityisia asioita (1960)
- Kymmenen runoa vuodelta 1966 (1966; traducido al español como Diez poemas del año 1966)
- Puut, kaikki heidän vihreytensä (1966; traducido parcialmente al español como Los árboles, todo su verdor: capítulo Fábulas del año 1965)
- Rauta-aika (1982)
- Kansalaisvapaudesta (1989)
- Prospero (1995)

## Obra seleccionada (narrativa)
- Lumeton aika (1964; traducido al español como Tiempo sin nieve)
- Vuodet

## Obra seleccionada (teatro)
- Münchausen (1960)
- Anastasia ja minä (traducido al español como Anastasia y yo)

## Premios
- 1983, Premio Eino Leino
- 1966, Premio Aleksis Kivi
- 1984, Premio Internacional de Literatura Neustadt
- 1993, Premio de los Países Nórdicos de la Academia Sueca
- 1996, Premio para Autores Teatrales de los países nórdicos
- 1996, Poeta del año, Poeta Finlandie